# Ун-Сорумъюган
Ун-Сорумъюган — река в России, протекает по Ханты-Мансийскому району Ханты-Мансийского АО, правая составляющая Сорумъюгана, который образуется слиянием Ун-Сорумъюгана с Ай-Сорумъюганом. Длина реки составляет 30 км. Имеет правый приток — Хулненгсоим.

## Данные водного реестра
По данным государственного водного реестра России относится к Верхнеобскому бассейновому округу, водохозяйственный участок реки — Обь от города Нефтеюганск до впадения реки Иртыш, речной подбассейн реки — Обь ниже Ваха до впадения Иртыша. Речной бассейн реки — (Верхняя) Обь до впадения Иртыша.
Код объекта в государственном водном реестре — 13011100212115200051311.